# Sikasso
Sikasso è un comune urbano del Mali, capoluogo del circondario e della regione omonimi.
Secondo del Paese per numero di abitanti, il comune è composto dall'area urbana vera e propria, suddivisa in 15 quartieri e con una superficie di 27,55 km², e da 28 villaggi circostanti.
La città è servita dal locale aeroporto di Sikasso-Dignangan, che si trova a circa 45 chilometri a Nord-ovest dell'abitato.